# Struthanthus salzmanni
Struthanthus salzmanni är en tvåhjärtbladig växtart som beskrevs av August Wilhelm Eichler. Struthanthus salzmanni ingår i släktet Struthanthus och familjen Loranthaceae. Inga underarter finns listade i Catalogue of Life.